# Communauté de communes Châteaubriant-Derval
La communauté de communes Châteaubriant-Derval est une communauté de communes française, créée au 1er janvier 2017 et située dans le département de la Loire-Atlantique et la région Pays de la Loire. Elle présente la particularité d'être l'intercommunalité du département la plus vaste en matière de superficie (877,7 km2) devant Nantes Métropole, ainsi que celle comptant le plus grand nombre de communes (26).

## Historique
En 2016, les communautés de communes du Castelbriantais et du secteur de Derval décident de constituer une intercommunalité unique sous le nom de « communauté de communes Châteaubriant-Derval ».
La communauté de communes est créée au 1er janvier 2017 par arrêté préfectoral du 22 décembre 2016.
Le 5 janvier 2017, lors de sa réunion inaugurale, le conseil communautaire élit le maire de Châteaubriant, Alain Hunault, à la présidence de la communauté de communes.

## Administration
| Période        | Période  | Identité      | Étiquette | Qualité                |
| -------------- | -------- | ------------- | --------- | ---------------------- |
| 5 janvier 2017 | En cours | Alain Hunault | LR        | maire de Châteaubriant |

## Territoire communautaire

### Géographie
Située au nord-est  du département de la Loire-Atlantique, la communauté de communes Châteaubriant-Derval regroupe 26 communes et présente une superficie de 879,4 km2.

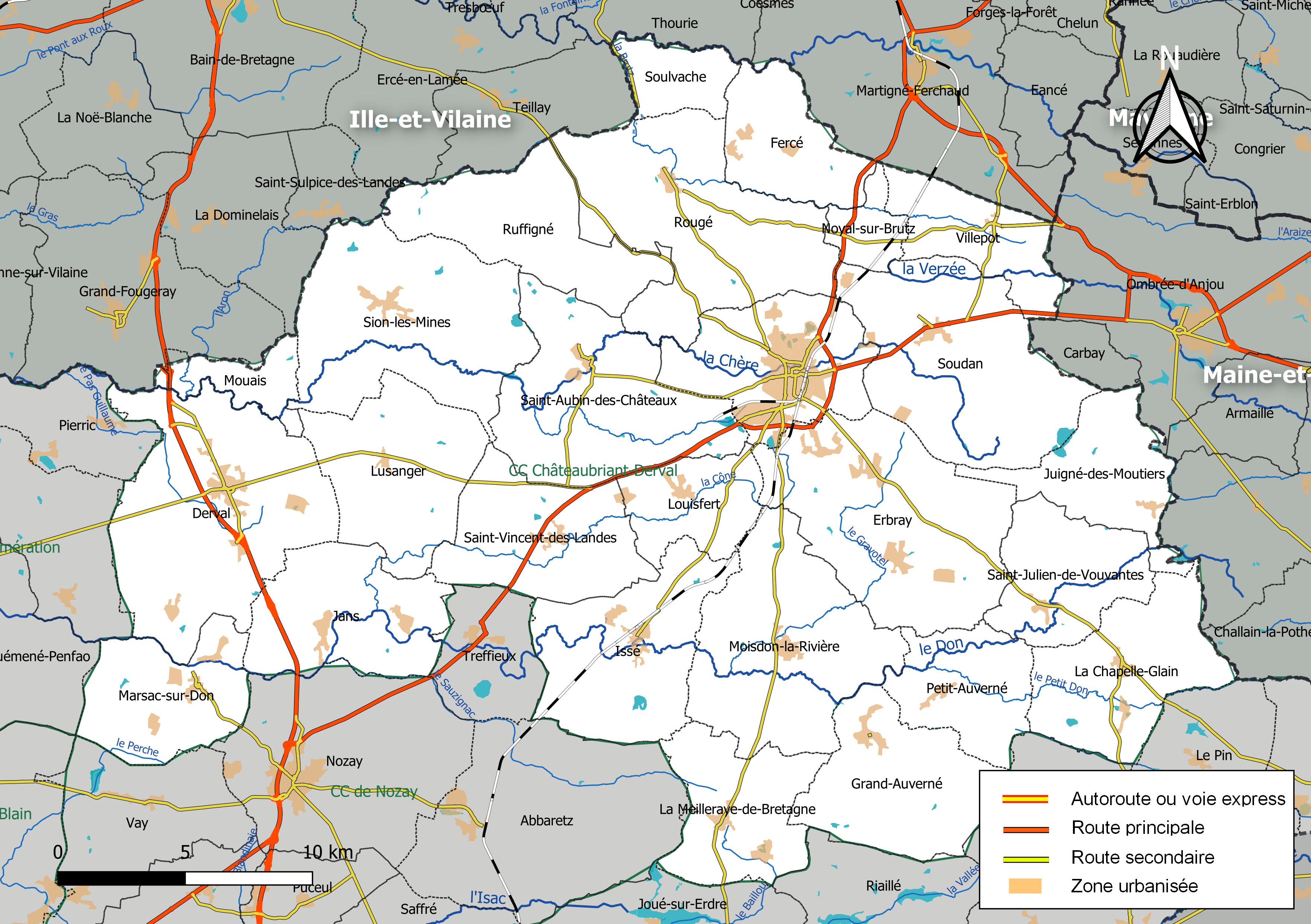
Carte de la communauté de communes Châteaubriant-Derval au 1er janvier 2019.

### Composition

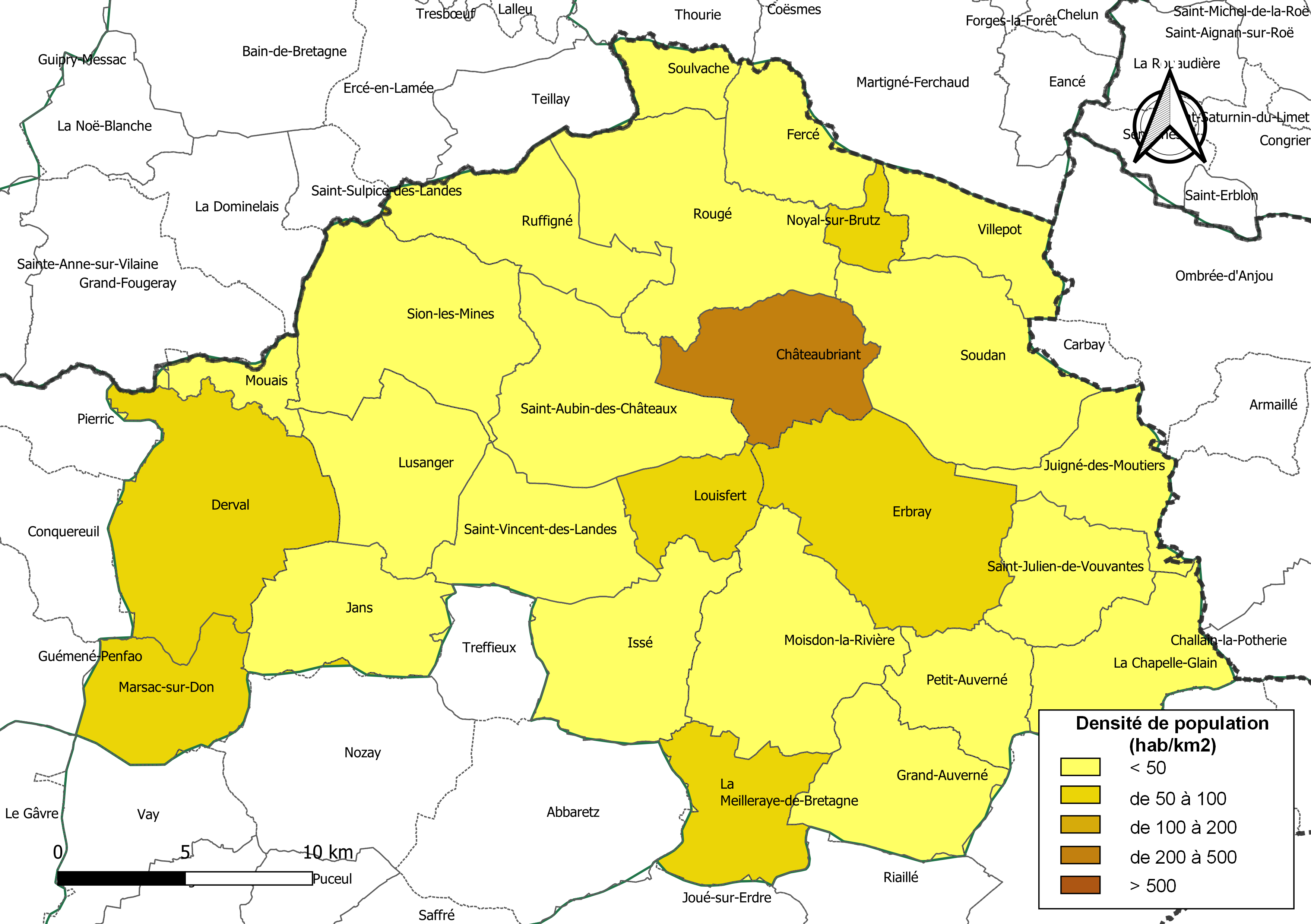
Carte des densités de population (millésimée 2016) des communes de la communauté de communes Châteaubriant-Derval. Composition en communes au 1er janvier 2019.

La communauté de communes est composée des 26 communes suivantes :

| Nom                       | Code Insee | Gentilé         | Superficie (km2) | Population (dernière pop. légale) | Densité (hab./km2) |
| ------------------------- | ---------- | --------------- | ---------------- | --------------------------------- | ------------------ |
| Châteaubriant (siège)     | 44036      | Castelbriantais | 33,62            | 12 231 (2022)                     | 364                |
| La Chapelle-Glain         | 44031      | Glainois        | 34,5             | 811 (2022)                        | 24                 |
| Derval                    | 44051      | Dervalais       | 63,51            | 3 578 (2022)                      | 56                 |
| Erbray                    | 44054      | Erbréens        | 58,18            | 3 062 (2022)                      | 53                 |
| Fercé                     | 44058      | Fercéens        | 22,04            | 502 (2022)                        | 23                 |
| Grand-Auverné             | 44065      | Alvernes        | 34,4             | 770 (2022)                        | 22                 |
| Issé                      | 44075      | Isséens         | 38,66            | 1 825 (2022)                      | 47                 |
| Jans                      | 44076      | Janséens        | 33,21            | 1 381 (2022)                      | 42                 |
| Juigné-des-Moutiers       | 44078      | Juignéens       | 24,65            | 327 (2022)                        | 13                 |
| Louisfert                 | 44085      | Locfériens      | 18,16            | 949 (2022)                        | 52                 |
| Lusanger                  | 44086      | Lusancéens      | 35,38            | 1 064 (2022)                      | 30                 |
| Marsac-sur-Don            | 44091      | Marsacais       | 27,68            | 1 529 (2022)                      | 55                 |
| La Meilleraye-de-Bretagne | 44095      | Meilleréens     | 27,63            | 1 587 (2022)                      | 57                 |
| Moisdon-la-Rivière        | 44099      | Moisdonnais     | 50,43            | 1 964 (2022)                      | 39                 |
| Mouais                    | 44105      | Mouaisiens      | 9,93             | 356 (2022)                        | 36                 |
| Noyal-sur-Brutz           | 44112      | Noyalais        | 7,71             | 579 (2022)                        | 75                 |
| Petit-Auverné             | 44121      | Alvernes        | 22,53            | 437 (2022)                        | 19                 |
| Rougé                     | 44146      | Rougéens        | 56,32            | 2 152 (2022)                      | 38                 |
| Ruffigné                  | 44148      | Ruffignolais    | 33,63            | 705 (2022)                        | 21                 |
| Saint-Aubin-des-Châteaux  | 44153      | Aubinois        | 47,56            | 1 749 (2022)                      | 37                 |
| Saint-Julien-de-Vouvantes | 44170      | Vouvantais      | 25,6             | 963 (2022)                        | 38                 |
| Saint-Vincent-des-Landes  | 44193      | Vincentais      | 33,7             | 1 527 (2022)                      | 45                 |
| Sion-les-Mines            | 44197      | Sionnais        | 54,71            | 1 658 (2022)                      | 30                 |
| Soudan                    | 44199      | Soudanais       | 53,82            | 1 965 (2022)                      | 37                 |
| Soulvache                 | 44200      | Soulvachaises   | 11,27            | 339 (2022)                        | 30                 |
| Villepot                  | 44218      | Villepotais     | 20,59            | 687 (2022)                        | 33                 |